# Vicia cracca
Птичја грахорица (лат. Vicia cracca) је вишегодишња, зељаста биљка из породице Fabaceae. Назив рода потиче од латинске речи vincire, што значи везати због способности биљке да се витицама (рашљикама) пење по другим биљкама. Назив птичја грахорица је добила по томе што птице врло радо једу њене семенке. 

## Опис
Ризом биљке је гранат, пузећи, на попречном пресеку округлог облика. Стабљика је усправна, висока од 30 до 150 центиметара, неграната или граната, већином покривена кратким и помало храпавим длачицама. Листови су сложени, дуги од 5 до 15 центиметара, перасти, састављени од 6 до 12 пари листића који су узано елиптични до линеарни, на наличју прекривени длакама, седећи, дужине 1,5 до 3 центиметра, ширине до 0.5 центиметара, на врху шиљати или заобљени, са малобројним бочним нервима и завршавају се разгранатим витицама/рашљикама. Залисци (stipulae) су мали, дужине од 6 до 10 милиметара, полукопљасти до ланцетасти, скоро линеарни, без нектарија, неназубљени или су са 1-2 зупца, али ређе . Цвасти су гроздасте, обично дуже од самог листа у чијем се пазуху и налазе. Састављене су од великог броја цветова (углавном око 15). Цвет је зигоморфан и састоји се из 3 дела: заставице (vexillum), која представља и највећи листић крунице, крилца (alae) у пару и чунић (carina). Цвет је велик, дужине 8 до 12 милиметара, цветна дршка дугачка до 1 милиметар. Чашица је кратко звонаста, са неједнаким зупцима. Доњи листићи чашице су линеарно-ланцетасти, много дужи од горњих листића. Листићи крунице су љубичасте боје, 3 до 4 пута дужи од чашице. Заставица је јајаста или полусрцаста, исте дужине као нокатац или дужа од њега; крилца су мало краћа од заставице, али мало дужа од чунића који на врху има пеге. Плод је махуна, издужено ромбична, спљоштена, дужине 2-3 центиметра и ширине 5 до 6 милиметара, гола, мрке до црне боје, са дршком која не пробија чашицу. Цвета у периоду од јуна до септембра. Семе је округло, пречника 2.5 до 3.4 милиметра, маслинасто-мрке боје, са тамнијим пегама и у једној махуни их има од 4 до 8. Пупак (hilus) обухвата 1/3  до 1/4 семена.  

## Станиште
Птичја грахорица је природно распрострањена на подручју Европе и Азије, као и у северној Африци. У Северној Америци је накнадно донешена и сматра се коровском биљком. Расте на плодним земљиштима, ливадама, обрађеним или запуштеним теренима, уз рубове шума, у шикарама, шибљацима, на њивама, поред путева. Заступљена је и у асоцијацијама Danthonietum calycinae, Aerostidetum vulgaris, Brometum erecti и др.  Сматра се врло добром медоносном биљком. Мед је светложут, укусан и пријатног мириса. Семе је такође јестиво, меље се и користи за припрему каша и врло често се конзумирало за време несташице хране током историје.  

## Варијабилност врсте
1.	Vicia cracca var. cracca – листићи издужено елиптични, узани, дугачки од 1.5 до 3 центиметра. Распрострањена.
2.  Vicia cracca var. brevifolia – листићи врло мали, узани, издужени, дугачки једва 1 центиметар. Распрострањена у Војводини на Петроварадинској тврђави (Нови Сад). 
Обе поменуте врсте су с танким стабљикама, покривене проређеним, храпавим длакама.
3.	Vicia cracca var. latifolia – листићи издужено јајасти, на врху тупи. Биљка већином зелена, (са) густим, приљубљеним длакама које је препокривају. У Србији је распрострањена на подручју Косова (Ошљак) и на подручју Београда (Липовица)
4.	Vicia cracca var. linearis  – стабљика дебела, покривена приљубљеним длакама. Листићи линеарно ланцетасти до линеарни, ушиљени. Распрострањена у Западној Србији (Златибор) и Југоисточној Србији (Власина, Звоначка бања) 